# Can't Get You Out of My Head
Can't Get You Out of My Head è un brano pop-dance inciso dalla cantautrice australiana Kylie Minogue per il suo ottavo album Fever del 2001. La canzone è stata scritta e prodotta da Cathy Dennis e Rob Davis ed è ispirata alla Dance elettronica degli anni Ottanta.
Pubblicata come singolo trainante dell'album nella seconda metà del 2001, è entrata in classifica in 40 nazioni, vendendo circa 10 milioni di copie in tutto il mondo La canzone è stata il primo singolo della Minogue a raggiungere i vertici della top ten da tredici anni, oltre che il secondo singolo più venduto nel 2001.
Nel marzo 2025, la rivista statunitense Billboard ha proclamato il brano come la sedicesima "miglior canzone dance di tutti i tempi".

## Descrizione

### Antecedenti
La canzone è stata scritta, composta e prodotta congiuntamente da Cathy Dennis e Rob Davis, i quali erano stati contattati dal manager britannico Simon Fuller, poiché voleva che il duo realizzasse una canzone per il gruppo pop britannico S Club 7.
Una volta conclusa la demo del brano, Fuller non la ritenne opportuna per gli S Club 7; persino Sophie Ellis-Bextor si rifiutò di incidere il pezzo. La demo giunse quindi a Miles Leonard e Jamie Nelson di Parlophone. I due incontrarono quindi la cantante nel gennaio 2001 per ripercorrere l'anno appena trascorso, con il suo ritorno alla vetta delle classifiche grazie al singolo Spinning Around e all'album Light Years. Durante il meeting, venne fatta ascoltare alla Minogue la demo di Can’t Get You Out of My Head, che immediatamente decise di registrare. I mesi intercorsi tra l'incisione della canzone e il suo effettivo rilascio consentirono a Kylie di trovare l'ispirazione per la nuova direzione creativa da esplorare con l'album Fever, caratterizzato da un sound minimalista, elegante e post-moderno.

### Sviluppo
Il brano è stato registrato utilizzando il software musicale Cubase con una frequenza di 125 battiti al minuti e un ritornello accattivante, in cui si ripetete ossessivamente "la, la, la".
La canzone non segue la comune struttura strofa-ritornello, ma è invece composta da numerose "sezioni dislocate".
Nel brano, Kylie manifesta un’ossessione per una figura anonima. Il critico Dorian Lynskey (The Guardian) ha definito il pezzo un "mistero", evidenziando l’assenza di qualsiasi riferimento all’identità dell’amato.

## Successo commerciale
Can't Get You Out of My Head ha debuttato alla posizione numero 1 delle classifiche di vendita dei singoli sia nel Regno Unito sia in Australia, tenendo la posizione per circa un mese in ambedue Paesi; in particolare, ha venduto nella sola Inghilterra più di 300 000 copie nella sola prima settimana di vendita, raggiungendo più di 1 milione di copie in totale. Il singolo è inoltre rimasto alla posizione numero 1 nella classifica europea dei singoli per 16 settimane e nella top 10 della stessa classifica per circa sei mesi. In Italia il singolo è rimasto dieci settimane alla numero 1 e altri due mesi circa in top 10, risultando così il singolo più venduto in Italia del 2001, ed è inoltre rimasto per nove settimane il più trasmesso in radio. In Germania è rimasto più di 20 settimane ai vertici della classifica dei singoli aggiudicandosi il Disco di Platino, mentre in Francia ha venduto 1 milione di copie aggiudicandosi il Disco di Diamante.
È diventato il singolo più venduto della cantante negli Stati Uniti d'America dopo The Loco-Motion del 1988, vendendo circa 800 000 copie, tali da conferirgli lo status di Disco d'Oro.

## Video musicale
Il videoclip per Can't Get You out of My Head è stato diretto dalla regista Dawn Shadforth, che aveva già curato l'anno precedente la regia per Spinning Around.
Il video mostra la Minogue in una città futuristica, ispirata ai lavori di Stanley Kubrick, circondata da ballerini abbigliati come i Kraftwerk che eseguono una coreografia di Michael Rooney simile alla danza tae bo. Larga parte delle scenografie e degli effetti visivi sono stati realizzati in CGI.
Kylie indossa nel video un abito bianco con un cappuccio che prosegue in una scollatura profondissima e lunghi spacchi ai lati dei pantaloni. Il total white simboleggia la purità a cui si contrappone il rosso delle labbra e la coreografia sexy e ipnotizzante.
Il videoclip godette di un enorme successo e aiutò notevolmente a diffondere la canzone. È rimasto celebre per la coreografia, per la quale fu premiata con un MTV Video Music Award nel 2002.

## Can’t Get Blue Monday Out of My Head
Durante la cerimonia musicale dei Brit Awards del 2002, Kylie ha eseguito il brano in una versione remixata con Blue Monday dei New Order. La suddetta performance ha ottenuto un ottimo riscontro, tanto che la cantante ha successivamente pubblicato la versione studio del remix, intitolato Can't Get Blue Monday Out of My Head.

## Esibizioni live
Can’t Get You Out of My Head è stata cantata dal vivo per la prima volta il 3 marzo 2001 a Glasgow, durante l'On A Night Like This Tour. La canzone ha infatti fatto parte della scaletta della suddetta tournée seppur allora ancora inedita.
La prima esibizione live una volta pubblicata ufficialmente è stata tenuta l'8 settembre 2001 all'Arena di Verona durante la finale del Festivalbar 2001.
Successivamente al suo rilascio, per promuovere il singolo la Minogue si è esibita in diverse trasmissioni televisive in Regno Unito, Francia, Germania, Svezia e Italia (a Quelli che il calcio e Torno sabato), nonché durante cerimonie musicali quali i Premios Amigos in Spagna, ai Dance Award di Radio Deejay a Milano, i BRIT Awards a Londra e al Saturday Night Live di New York.
Il brano risulta essere quello più frequentemente cantato dal vivo dalla Minogue, che lo ha incluso in moltissime delle sue esibizioni live nel corso degli anni, nonché in tutte le tournée dal 2001 in poi, ossia:
- On A Night Like This Tour.
- KylieFever2002
- Money Can't Buy
- Showgirl: The Greatest Hits Tour
- Showgirl: Homecoming Tour
- KylieX2008
- For You, for Me
- Aphrodite - Les Folies
- Kiss Me Once Tour
- Golden Tour
- Summer 2019
- More Than Just a Residency
- Tension Tour

## Tracce
International CD 1 (CDRS6562/8798640)
1. Can't Get You Out of My Head – 3:51
2. Boy – 3:47
3. Rendezvous at Sunset – 3:23
4. Can't Get You Out of My Head (Video)

International CD 2 (CDR6562/8798642)
1. Can't Get You Out of My Head – 3:51
2. Can't Get You Out of My Head (K&M Mindprint Mix) – 6:34
3. Can't Get You Out of My Head (Plastika Mix) – 9:26

International CD 3 (7243 87986923)
1. Can't Get You Out of My Head – 3:51
2. Boy – 3:47

- Non pubblicato in Germania

Australia CD 2 (020552)
1. Can't Get You Out of My Head – 3:51
2. Can't Get You Out of My Head (K&M Mindprint Mix) – 6:34
3. Can't Get You Out of My Head (Plastika Mix) – 9:26
4. Can't Get You Out of My Head (Superchumbo Todo Mamado Mix) – 8:32

## Classifiche

### Classifiche settimanali
| Classifica (2001-02) | Posizione massima |
| -------------------- | ----------------- |
| Australia            | 1                 |
| Austria              | 1                 |
| Belgio (Fiandre)     | 1                 |
| Belgio (Vallonia)    | 1                 |
| Canada               | 1                 |
| Croazia              | 1                 |
| Danimarca            | 1                 |
| Finlandia            | 5                 |
| Francia              | 1                 |
| Germania             | 1                 |
| Grecia               | 1                 |
| Irlanda              | 1                 |
| Italia               | 1                 |
| Nuova Zelanda        | 1                 |
| Paesi Bassi          | 1                 |
| Polonia              | 1                 |
| Portogallo           | 1                 |
| Regno Unito          | 1                 |
| Romania              | 1                 |
| Russia               | 1                 |
| Spagna               | 1                 |
| Stati Uniti          | 7                 |
| Sudafrica            | 2                 |
| Svezia               | 1                 |
| Svizzera             | 1                 |
| Ungheria             | 1                 |

### Classifiche di fine anno
| Classifica (2024) | Posizione |
| ----------------- | --------- |
| Kazakistan        | 191       |

## Cover della canzone
Can't Get You Out of My Head è stata coverizzata da numerosi artisti, fra i quali:
- Carmen Consoli negli album Carmen Consoli, Un sorso in più e nella raccolta Per niente stanca.
- Coldplay durante il Twisted Logic Tour del 2005
- Garbage
- Good Charlotte
- New Order, che durante le tournée del 2005 hanno inserito diversi campioni della canzone in Blue Monday
- Noël Akchoté, che durante le tournée del 2008 ha eseguito la canzone in versione strumentale per sola chitarra
- Patrick Wolf
- Prince
- Scialpi nell'album Autoscatto del 2006
- Soulwax
- Tori Amos
- U2 nel Vertigo Tour del 2006
- Dua Lipa durante il Radical Optimism Tour a Melbourne.

## Nei media
La canzone è stata utilizzata in numerose fiction audiovisive, fra cui il film Che pasticcio, Bridget Jones!, due episodi de I Simpson, e un episodio della terza stagione di Black Mirror.  Inoltre è stata usata in una pubblicità televisiva della Toyota e, su Canale 5, come stacchetto delle veline di Striscia la notizia (sotto la conduzione prima di Ezio Greggio ed Enzo Iacchetti e poi di Paolo Bonolis e Luca Laurenti).